# Iaora Tahiti
Iaora Tahiti è il secondo album in studio del duo di musica elettronica tedesco Mouse on Mars. È stato pubblicato nel 1995.
Nel 2003, Pitchfork ha inserito Iaora Tahiti al numero 67 nella sua lista dei "100 migliori album degli anni '90".

## Tracce
1. Stereomission – 4:32
2. Kompod – 4:05
3. Saturday Night Worldcup Fieber – 4:19
4. Schunkel – 5:00
5. Gocard – 3:54
6. Kanu – 5:57
7. Bib – 5:59
8. Schlecktron – 4:59
9. Preprise – 1:35
10. Papa, Antoine – 6:51
11. Omnibuzz – 4:33
12. Hallo – 3:59
13. Die Innere Orange (St. Werner, Toma, Harald Ziegler) – 12:38